# Automotrice FS ALe 782
L'Automotrice ALe 782 è stata una automotrice leggera elettrica di lusso delle Ferrovie dello Stato costruita nel 1938 in due esemplari che ebbero il nome di Automotrice ALe 402; assunse il nome di ALe 782 dal 1965 dopo la modifica e il declassamento.

## Storia
Il successo di pubblico e di esercizio degli elettrotreni rapidi ETR 200 portò ad una estensione del concetto da essi rappresentato spingendo le Ferrovie dello Stato a progettare delle elettromotrici di lusso per i servizi a media e lunga distanza dotate di cucina di bordo per la ristorazione al posto. Ne vennero ordinate due unità alla Breda a testate aerodinamiche molto simili a quelle dei fratelli maggiori ed entrarono in servizio nel 1938 con la numerazione ALe 40.2001-2002. Erano in grado di raggiungere la velocità di 130 km/h. Una delle due, la 2002, si incendiò due anni dopo e venne demolita a causa dei gravissimi danni, mentre l'altra durante la seconda guerra mondiale venne danneggiata nel corso di un bombardamento nel 1943. Riparata riprese servizio nel 1957 dopo che ebbe amputata una testata rendendola atta alla composizione con altre elettromotrici similari per fornire i servizi di classe maggiore. Dopo l'entrata in servizio di treni più moderni venne di nuovo modificata nel 1965 mediante l'eliminazione della cucina allo scopo di ricavarne un maggior numero di posti: dai precedenti 40, di 1 e 2 classe, si passò a 78: In seguito a ciò venne modificato anche il rapporto al ponte diminuendo la velocità massima a 115 km/h, cambiò quindi la numerazione in ALe 782.001 Il servizio prestato nel dopoguerra ha interessato le linee italiane del Centro-Nord fino ai primi anni ottanta.

## Caratteristiche
La cassa era a struttura tubolare monoblocco e poggiava su due carrelli del tipo a telaio interno B910, a due assi. Era dotata di 2 cabine di guida aerodinamiche con lo stesso profilo dell'ETR 200. L'arredamento era lussuoso con sedili di velluto rosso nei 17 posti della 1ª classe e di velluto verde nei 23 posti della 2ª. Al centro una cucina completa permetteva il servizio direttamente al posto dei 40 passeggeri. La sospensione degli assi era quella classica del tempo con molle a balestra caricate sulla trave oscillante.
I motori elettrici a corrente continua (con eccitazione in serie), all'avviamento venivano collegati tutti in serie e poi commutati in parallelo a gruppi di due (in serie tra loro) per la maggiore velocità. L'avviamento era il classico di tipo reostatico con avviatore automatico. La trasmissione avveniva ad ingranaggi con il pignone del motore, tipo 72.50, che azionava un ingranaggio ozioso che a sua volta muoveva quello calettato su di un asse cavo concentrico all'asse delle ruote a cui trasmetteva il moto mediante rulli e pacchi di molle; era il sistema che equipaggiava anche le locomotive elettriche E.428, E.636 ed altre ed era detto sistema Bianchi dall'ingegnere che lo aveva ideato.
La velocità massima era di 130 km/h con rapporto di trasmissione di 18 denti al pignone e 43 alla corona. Dal 1965 il rapporto divenne 14/43.
Nel 1957 venne eliminata una delle due cabine di guida e sostituita da una testata piatta con mantici per l'accoppiamento intercomunicante. Nel 1965 venne eliminata la cucina e al suo posto vennero ricavati ulteriori 38 posti di 2ª classe e sostituito il pignone del motore con quello a 14 denti trasformandola in modo similare alle consorelle ALe 792.